# Blauve anslag
Blauve anslag (hol. De Blauwe Aanslag) bio je skvot u Hagu u bivšim prostorijama porezne uprave, koji je postojao od 1980. do 2003. Ime u prevodu označava plave papire koji se popunjavaju na kraju godine za povratak poreza.
Skvoteri su se gradskim većem bili dogovorili da se mesto renovira i legalizuje i da skvoteri ostanu da žive tamo. Ipak, planovi su promenjeni 1995. kada je veće odlučilo da se zgrada ruši zarad puta koji bi prolazio tuda. Posle mnogo uspelih zaustavljanja rušenja, skvotere je na kraju izbacila specijalna policija 3. oktobra 2003. 
Blauve anslag je bio prvi dom slobodnog radija Tonka, koji više ne postoji.